# Leptotarsus (Longurio) niphopodus
Leptotarsus (Longurio) niphopodus is een tweevleugelige uit de familie langpootmuggen (Tipulidae). De soort komt voor in het Afrotropisch gebied.